# ビデオ・アシスタント・レフェリー

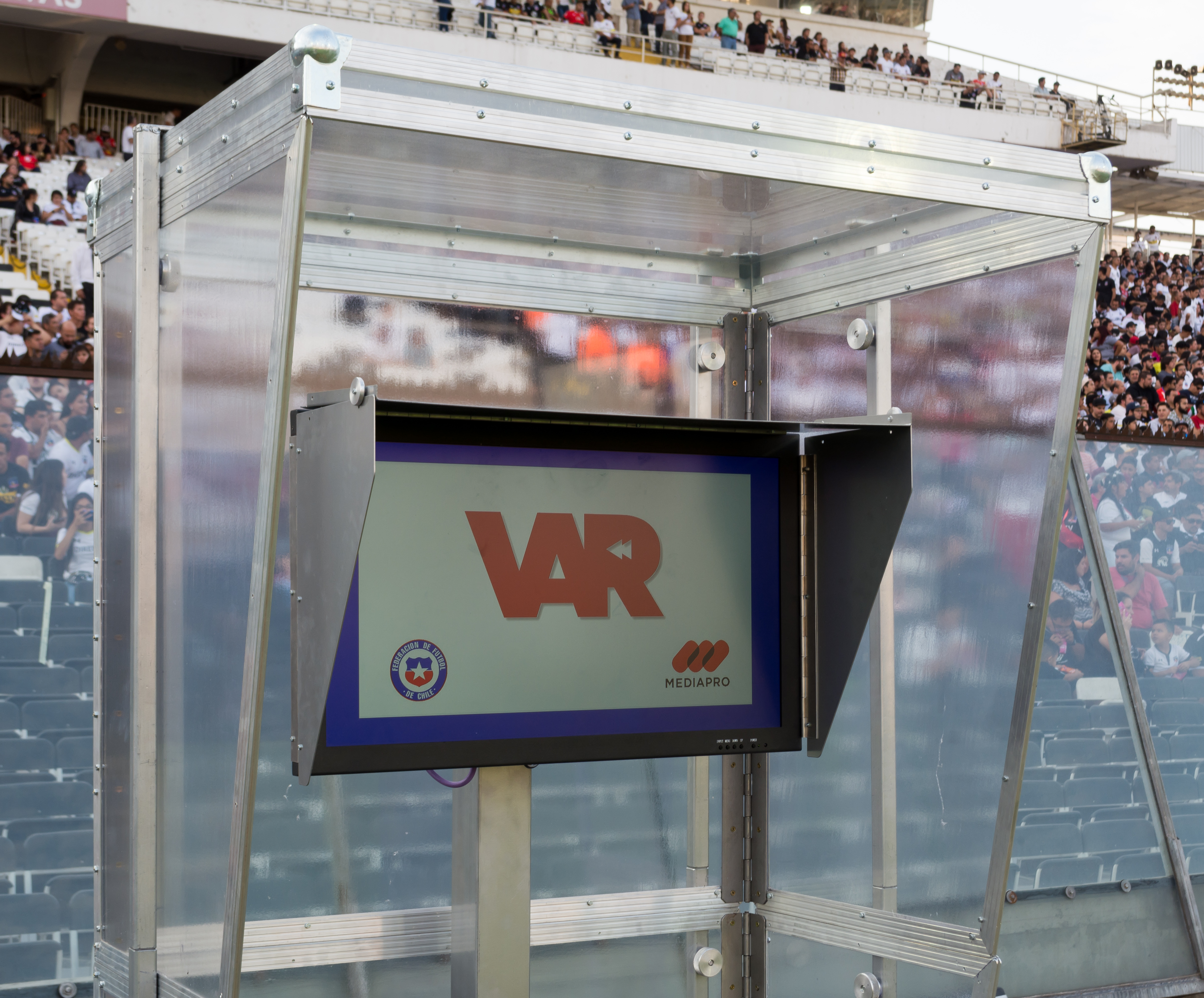
エスタディオ・モヌメンタル・ダビド・アレジャーノのVARモニター

審議中に使用されるロゴ

ビデオ・アシスタント・レフェリー（Video Assistant Referee、VAR）は、主審が下した判定（もしくは見逃された出来事）を、ビデオ映像（ビデオと映像は同じ意味）と通信用ヘッドセットを用いて確認（ビデオ判定）するサッカーの試合審判員（match officialsの訳。競技規則では審判員と訳され「VARはビデオ審判員である」と定義されている）のこと、またはシステムの呼称。
VARシステムは「最小限の干渉、最大限の利益」という理念のもとに運用され「明確かつ明白なエラー」や「重大なミス・出来事」（英語の'miss'は「見逃し・見落とし」の意味で、‘serious missed incident’は「重大な見落とされた出来事」）が修正される方法を提供することを目指している。VARシステムにおけるビデオ判定はテニスのチャレンジ制度や野球のリクエスト制度などと違い、選手や監督からの異議申し立てで行われるものではない。
日本では「VAR」という言葉自体が「ビデオ判定」を示すものとして使われる場合も多く「VARの結果PKに」「選手がVARを要求」といった表現が主要なサッカーメディアによって使われているほか「VAR担当レフェリー」という独特の表現もある。主審が映像を見る事が「VARを見る」と表現されたり、試合の特定の状況に対して「VARを行う」「VARを使う」「VARになる」などと表現されることで誤解を招いている。一方で「VARがチェックを行うこと（放送で「VARチェック」と表示される）」が「VAR」と省略されることも多い。導入当初には（VARが入っている）試合中の特定のシーンに対して「VARがチェックを行う」「VARがレビューを勧める」の2つの意味で「VARが発動する」という表現がしばしば使われ、2023年頃からは同様の2つの意味で「VARが入る」という表現が多く使われるようになった。

## 概要
VARは試合を常にチェックしていて後述のような助言すべき事があった場合に主審に助言をする。主審が自身の判定後に疑問が生じた場合はVARに助言を求めることもできる。しかし最終的に判定するのは主審であって、VARに決定権はなく、VARの助言を受け入れるかどうかも主審に決定権がある。
いくつかの大会での試験的な導入を経て、2018年より国際サッカー評議会（IFAB）が定めるサッカー競技規則記載の公式ルールとなり、IFABの認可を受けた組織やスタジアム、審判員でのみ使用できる。
2018 FIFAワールドカップで使用され、過去と比べてファウルなどが有意に減り、PKが増える、選手の抗議が減るなどの効果があった。本大会ではVARの補助として「バーチャル・オフサイドライン・システム」という新技術も採用していた（注意すべきこととして、同時期にハンドの反則に「体を大きくする手にボールが当たった場合は反則」という大きなルール変更があったことが、PKの数が増えた大きな要因でもある）。
日本では準備や教育、金銭面という懸念から導入には至っていなかったが、2019年1月には一部の試合で試験運用することが発表され、公式戦では2019年9月4日のJリーグカップ・プライムステージ準々決勝より導入された。そして同年9月に公式発表で2020年にJ1リーグ戦にてVARの導入が1年前倒しで導入されることが決まった。2020年のJ1リーグの第1節で初めて運用が行われたが、中断後の第2節から最終節までは運用を見合わせることになった。2020年11月17日に開催されたJリーグ理事会で2021年シーズンからの再導入が決定。2021年からの対象試合はJ1リーグ全試合、スーパーカップ、Jリーグカッププライムステージ全試合で、2022年からはJ1参入プレーオフも対象試合となった。

## VARシステム対象のプレー
審査対象となるのは以下の4つ。
- 得点かどうか – チェック内容は攻撃局面での攻撃側の反則、ボールのアウトオブプレー、ボールのゴールへの進入、ペナルティキック中の反則と侵入。
- PKかどうか – チェック内容は攻撃局面での攻撃側の反則、ボールのアウトオブプレー、反則の場所。
- 一発レッドカードかどうか - 明らかな得点の阻止、重大なファウルプレー、暴力行為・噛みつき・唾吐き、攻撃的・侮辱的・罵倒的な言葉やジェスチャーの使用（VARが用いることができる映像には音声が含まれていないため、実際には「攻撃的・侮辱的・罵倒的な言葉」の使用を確認することはできない）によるすべての一発レッドカード（2枚目のイエローカードではなく即レッドカードの場合の俗称で、'Direct red card'の日本語訳が存在しないために競技規則外では一般的にこの表現が多用される）が審査の対象となる。チェック内容は明らかな得点の阻止の場合に攻撃局面で反則があったかどうか。
- レッドカード、イエローカードの判定における人違い。

以上の4つで、かつ「確実かつ明白な誤審」もしくは「重大な見逃し」の疑いがある場合に限られる。

### チェック

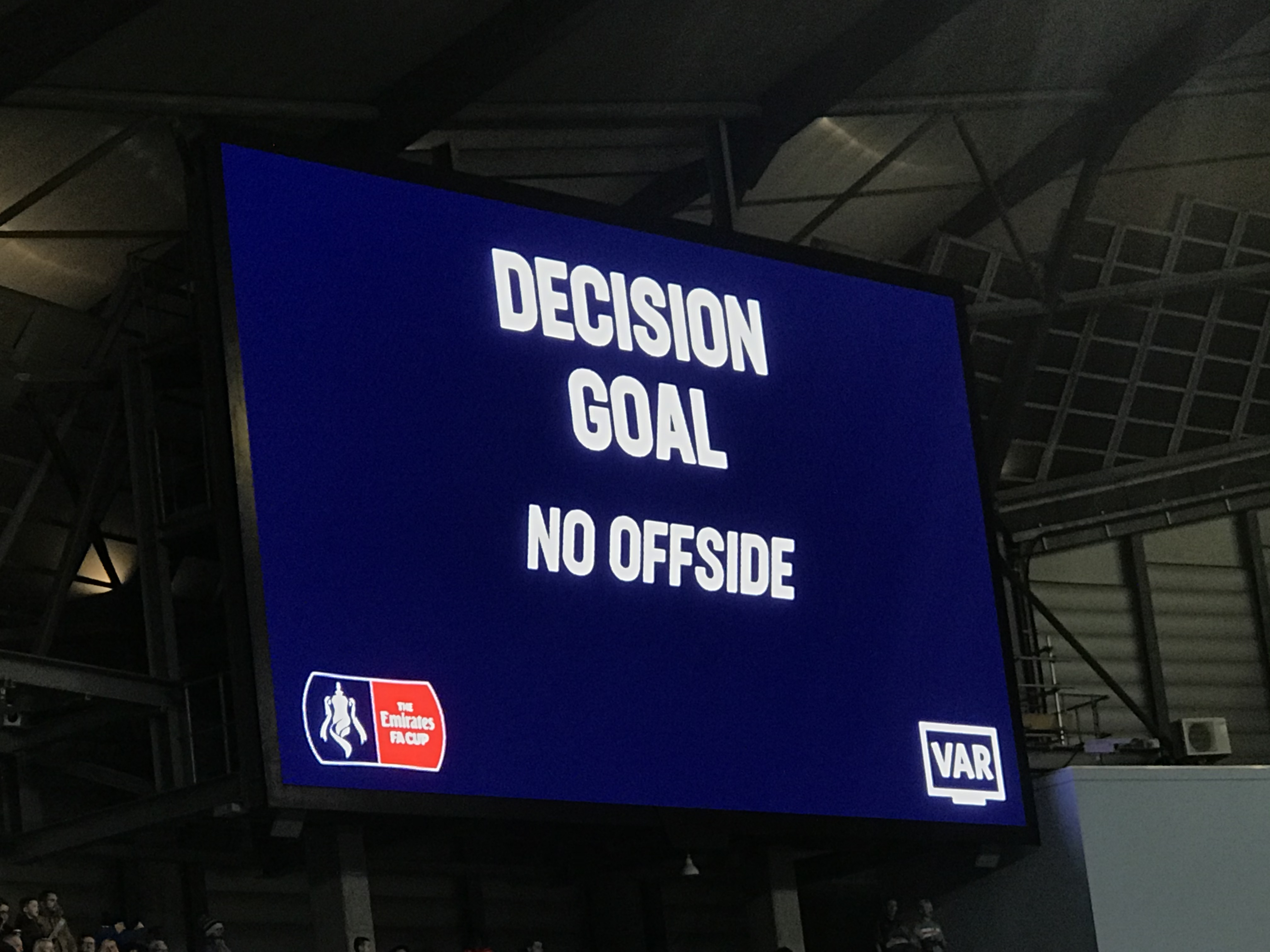
マンチェスターのエティハド・スタジアムで行われたFAカップの試合中のVAR判定

ビデオ・オペレーション・ルーム（VOR）に配置されたVARチーム（2023-2024競技規則からは、将来的にAVARを置かないVAR Lightという名称のシステムも想定されており、その場合はVAR1人がVORでオペレーターと共に作業する）は、レビュー可能な4つのカテゴリーに該当するすべてのピッチ上の審判の判定（もしくは判定されなかった出来事）を自動的にチェックする。このチェックでVARがミス（誤審と見逃し）を見つけなかった場合、その旨が主審に伝えられる。これは「サイレント・チェック」と呼ばれ（VARテスト開始時期に使われていた呼び方だが、その後国際的にほとんど使われていない）、それ以上の対応は必要なく、通常は試合に遅れを生じさせることはない（サイレント・チェックとはそもそも外部からはチェックを行っている事が分からない状況を指しており、後述のようにチェックによって試合再開が待たれ、その結果VARがレビューを勧めなかった場合は「サイレント・チェック」にはなっていない）。一方、VARによるチェックでは、ミスの可能性があるかどうかをVARが確認する間、試合が遅れることがある。主審はこのためにプレーの再開を遅らせることができ、耳を指してチェック中であることを示す（実際は得点判定後などチェックが行われているのが明らかで再開を待たせる理由を周知させる必要がない場合には主審は耳に手を当てないことが多い）。
VARが明らかな誤審と重大な見逃しの可能性を確認した場合、3つのシナリオが考えられる。
- VARの助言によりそのまま判定修正
- オンフィールドレビュー（OFR）の実施
- 主審がVARのアドバイスを無視

一般的に、判定が事実上の問題（事実に基づく判定の場合）に関連している場合、OFRなしで判定を覆すことができる。例えば、オフサイドポジションかどうか、ファウルがペナルティエリアの内側か外側かは、主審は自らレビューを行わなくてもVARの助言だけで判定を修正できる。そもそもファウルがあったかどうかや、ある違反行為に対してレッドカードが正当化されるかどうか（反則自体が最初に判定されており、それがペナルティエリア外での得点機会阻止でレッドカードとなる場合は主審はレビューの必要はない）など、主観的な判断が必要な場合には、一般的にOFRが推奨される。いずれの場合も、最終的な判断は主審に委ねられており、主審はVARのアドバイスを完全に無視することもできる（実際には各協会の審判委員会が主審はVARにレビューを進められたら受け入れるよう指示しており、競技規則上のこの権限が行使されることは現実的には無く、それが起きた例も世界的にないため、このシナリオは考えられない）。

### オンフィールドレビュー（OFR）

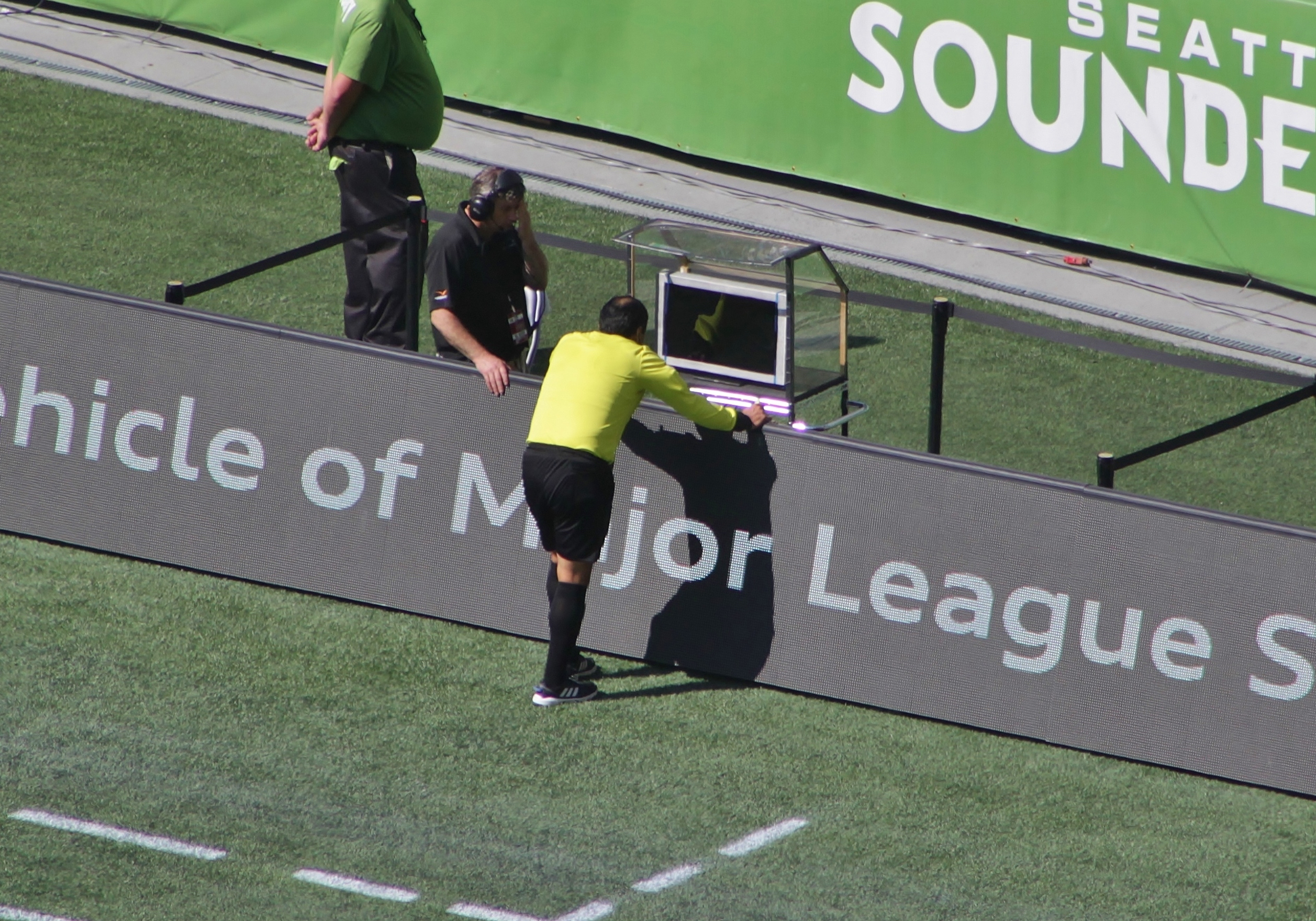
サイドラインモニターでプレーを確認するメジャーリーグサッカーの主審

OFRは、VARの勧告があって初めて実施される（競技規則上は主審はVARが勧めなくとも『自分の判定に重大な疑問を抱いた場合』には自らレビューを実施でき、実践的にもその権利を認めているDFBでは全体のレビューの5%程度が主審主導のレビューというデータが出されたことがある）。これにより、主審は常にフィールド上で裁定を下すことになり、接戦の判定のたびにOFRに頼ることはない。OFRは、ボールがアウトオブプレーになったとき、または、主審がOFRを行うためにプレーを止めたときに行うことができる。
主審は、ビデオスクリーンを示す長方形の輪郭を作ることでOFRの合図をする。OFRは、フィールドオブプレーに隣接し、透明性を確保するために公衆の目に触れる、指定されたレフェリーレビューエリア（RRA）で行われる。スローモーションのリプレイは、身体的な反則やハンドリングの接触点を確認するためにのみ使用され、フルスピードのリプレイは、反則の強さやそもそもハンドボールが意図的かどうかを判断するために表示される。OFRの間、VARは異なるカメラアングルからの複数のビデオリプレイを送信することができ、主審も違うアングルからの映像を要求することができる。
OFRが終了すると、主審は再びTVシグナルを発した後、判断を示す。ボールがアウトオブプレーになっていた場合は最初の判定、または最初の判定が変更された場合は新しい判定で再開される。OFRを行うためにプレーが停止し、最初の判定が保持された場合は、ドロップボールで再開される（JFAのみ、2024年からボールがフィールド外に出ていた場合でも、レビューの結果PKの判定を取り消した場合に無条件でドロップボールで再開するという独自ルールを採用している）。

### 違反行為について
VARプロセスに関するいくつかの違反行為は、競技規則に明記されている。TVシグナルを過度に示した競技者とチーム役員は警告される。また、RRAに入った競技者やチーム役員は警告される。そして、VORに入ると、競技者やチーム役員は退場となる（下記の用語を参照）。

### アシスタント・ビデオ・アシスタント・レフェリー

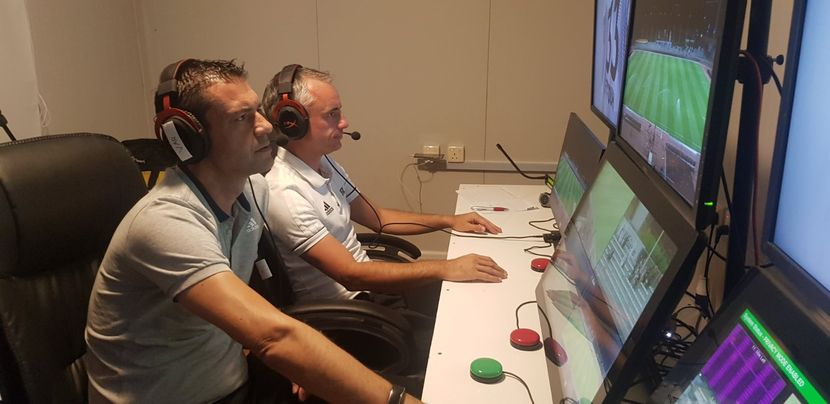
サウジ・プレミアムリーグの試合で活躍するビデオ・アシスタント・レフェリー

アシスタント・ビデオ・アシスタント・レフェリー（AVAR）は、ビデオ操作室でVARを補佐するために任命された現役または元審判のこと（「フィールド上の審判員」としては引退した審判員がビデオ審判として働けるという意味で、AVARとして現役の審判員であるのは変わらない）。AVARの責任には、VARが「チェック」や「レビュー」を行っている間、フィールド上のライブアクションを見守ること、レビュー可能なインシデントの記録を残すこと、レビューの結果を放送局に伝えることなどが含まれる。

## 用語
VARシステムには、多くの専門用語や略語が使われている。以下に一例を挙げる。
- チェック –  VARがレビュー可能なすべての判定（または判定されなかった出来事）を自動的に検査するプロセス[17]。チェックの結果、オンフィールドの判定の承認（「サイレント・チェック」）、事実上の判定の変更（例：オフサイドポジションかどうか）、OFRの勧告が行われる。
- 明確で明白な誤り – フィールドの判定が覆されるために必要な程度[18]。
- OFR – オンフィールドレビュー：VARによる勧告後に行われるレビュープロセスの1つ。主観的な判定について、明らかなミス（明確な誤審、または重大な見逃し）があったと思われる場合に用いられる。RRAにて主審が自ら映像を確認する。
- RO – リプレイオペレーター：ビデオ審判団を補佐して放送を管理し、正しい判断ができるように最適なアングルを見つける非審判員。
- RRA – レフェリーレビューエリア：OFRが行われるエリアで、フィールドオブプレーに隣接し、常に視界に入っている場所。
- VAR –  ビデオアシスタントレフェリー：レビュー可能な事象をすべてチェックし、明らかなエラーか重大な見逃しが発生した可能性がある場合にOFRを推奨することを主な役割とするビデオ審判。VARは、（フィールド上の審判員として）現役または元有資格者の審判[14]。
  - AVAR – アシスタントVAR：VARが「チェック」や「レビュー」を行っている間、フィールド上のライブアクションを見てVARを補佐するオフィシャル[14]。AVARの役割は多岐にわたっており、主にFIFA主催試合では以下の様に複数のAVARが付いて役割を分担する。
    - オフサイドVAR –  試合の行方を左右するような場面で、オフサイドの可能性を判断してチェックするAVAR担当者[19][20]。
    - サポートVAR –  VAR関係者間のコミュニケーションを調整し、テレビ番組の配信に注力するAVAR関係者[19][20]。
- ビデオ審判団 – オンフィールド審判団と並ぶ、審判団のカテゴリー。VARとすべてのAVARで構成される。 メディアによる造語で正式な用語では無い。
- VOR –  ビデオオペレーションルーム：VARチームが配置されている部屋。VORは、スタジアム内またはその近く、あるいは放送センターなどの集中した場所に設置される。
- APP - アタッキングポゼッションフェーズ：VARが介入するにあたってプレーを遡ることができる範囲。一般的には攻撃の開始時点から、得点ないし反則が発生するまでの間のこと[21][22]。

## 歴史

### VAR導入以前の有名な誤審
サッカーの歴史では決定的な誤審も数多くあった。例えばマラドーナの「神の手」事件の試合で主審を担当したアリ・ビン・ナセルは「未だにあの誤審を、多くの人たちに言われ続けている」と苦悩し続けている。
さらにW杯2010欧州予選プレーオフにて、ティエリ・アンリのハンドを見逃したマルティン・ハンソンは「あの誤審は人生最大の過ちだ。時計の針をあの時に戻せるなら、今すぐにでも戻したい」と嘆いた。
また、Jリーグでは2019年の浦和レッズ対湘南ベルマーレで湘南の杉岡大暉が放ったシュートがポストに当たってコースを変えた後に明らかにゴールラインを越えたが、ボールがゴールネットに跳ね返ってピッチ内に戻ったために審判団はゴールインを認識することができずにノーゴールの判定となった。担当していた山本雄大ら審判団はそれぞれ一定期間の試合割り当て停止の処分を受け、山本は「自分の主審人生は終わった」と感じたと語っている。

### 導入までの歴史
ビデオ審判制度の具体的な動きは2010年代にオランダサッカー協会（KNVB）によって進められた。このシステムは2012–13シーズンのオランダ国内の試合において仮想的にテストされ、ビデオ審判の判断がどれだけの時間をかけるかの実証実験と言うべきものであり「得点、レッドカード、PKに限れば試合への影響は最小限に留められる」とIFABを説得することができた。2014年、KNVBはIFABにビデオ審判制度導入に向けたルール改正の嘆願書を提出した。IFABは2016年の総会においてVARの試験的な導入を決定した。
VARの試験的な運用は2016年8月より北米3部のUSLプロフェッショナルリーグで実施された。ビデオ・レビューは9月に開催されたイタリア代表とフランス代表との親善試合で代表戦で初めて用いられ、ピッチサイドモニターは12月に開催されたFIFAクラブワールドカップ2016で公式戦で初めて導入された。準決勝の鹿島アントラーズ対アトレティコナシオナルでPKがVARにより決まった。
2017-18シーズンからはブンデスリーガとセリエAで正式な運用が始まった。

### 2018 FIFAワールドカップ
国際サッカー評議会（IFAB）は2018年3月3日、年次総会でビデオ・アシスタントレフェリー（VAR）制度の正式導入を決定。2018 FIFAワールドカップはワールドカップとしてはVARを全試合・全会場で使用する初めてのケースとなった。
全試合でVAR1人とAVAR3人がモスクワのビデオ・オペレーション・ルームからリプレイ・オペレーター4人のサポートのもとでビデオ判定を行い、スタジアムに設置されるスーパー・スローモーションとウルトラ・スローモーション8台を含む放送局33台のカメラの他、VARチームだけがアクセスできるオフサイド確認用のカメラも2台設置されると発表した。4月30日には既に発表されていたワールドカップ担当審判員に加え、VAR専門審判員としてVARテストに参加しているオランダ、ドイツ、イタリア、ポーランド、カタール、ブラジルの他、CONMEBOLの大会でテストに加わっているボリビア、アルゼンチンから計13名のビデオ・マッチ・オフィシャルを発表した。
また、この大会ではVARのレビューとOFRの際に実際にVAR（と主審）がレビューしている映像がTVに流れ、OFRの際にはゴール、PK、レッドカードの何に対しての情報かも示され、スタジアムのスクリーンにも主審の判定後にレビュー映像と文字情報が示されるなど、情報の公開とレビュー・プロセスの透明化が試みられた。
大会前にドイツ・メディアを中心に「世界中からVAR制度の経験を欠く審判団が集まるワールドカップでは混乱が起きるのでは」と危惧されていた。しかしVARが非常に迅速なチェックを行い「明確な誤審以外には介入しない」という原則で運用されたことで大きな問題は起こらず、FIFA審判委員会会長のピエールルイジ・コッリーナは48試合で19回の介入があったグループステージ終了後に「重大なシーンでの判定精度はVARによって95%から99.3%に上昇した」と運用の成功を主張。ブラジル - コスタリカ戦でのネイマールへのファールで与えられたPKを取り消しに始まり、ドイツ - 韓国戦での試合終盤の韓国の先制ゴールがオフサイドと判定されたのをゴールに修正、さらにセネガル - ポーランド戦でのセネガルに与えられたPKを取り消し、グループステージの結果に大きな影響を与えた。
FIFA会長ジャンニ・インファンティーノは7月13日の大会総括会見で「VARはフットボールを変えることなくフットボールを綺麗にし、主審が正しい判定をするのを助けている。ここまでの62試合でチェックは440回（1試合平均7回）、レビューは19回で3.5試合に1回。全てのチェックですでに95%が正しかったが、VAR制度によってその正しさは99.32%まで上がっている。少なくともVAR制度があればフットボールにおいてオフサイド・ゴールは過去のものだ」と運用の成功を語った。合計335回の事態がグループステージの間にVARによってチェックされ、このうち14のケースにおいて判定が変更または無効にされた。
VARの助言による判定修正第1号はグループステージのフランスvsオーストラリア戦でのPK。主審は一度プレーを流したがVARのアドバイスによりフランスにPKを与えた。最後の適用例は決勝戦のクロアチアの守備時のハンドリングでありフランスにPKが与えられ2-1とリードし、その後4-2でフランスが優勝した。
VARの導入は2018年ワールドカップを1986年以降のものとして一番クリーンなものとなり初戦から11試合レッドカードが出ず、決勝トーナメントでも退場者が4選手のみと1978年以降一番少数となった。全169ゴールのうち22ゴールがPKからで（与えられたのは29回）、この劇的なPKの増加は今までなら罰せられておらず、それまでの記録である1998年ワールドカップのPKによる17得点を更新した。国際フットボール評議会（IFAB）のディレクターDavid Ellerayは「どの選手もVARの存在を無視することはできない」と発言した。

### ワールドカップ2018での批判
2017年FIFAコンフェデレーションカップに於いてのVARの使用は批判もあり「明らかになることによる混乱」と批難された（VARにより、誤審や流された状況などが従来では不可能なほど明らかになるため、VARのアドバイスによりそれが明らかになり判定を覆すという混乱・事態が起きる）。
更にサポーターの旗がVARカメラを妨害してしまったり、VARシステムのソフトが故障して機能しなかったということもあった。FIFAは2018年のワールドカップでのVAR導入を成功だったとしたが、それにもかかわらずVARは批判された。ほとんどの判定が正しくともいくつかに問題があり、また問題ある判定を見逃したからだ。ガーディアン紙はVARはオフサイドや選手誤認のような客観的な事には効果的だが、PKや非紳士的行為のような主観的な要素があるものでは効果的でなく、明快さの欠けるものや一貫性が必要なものに関しては弱点があると結論づけた。一貫性の問題ではワールドカップに於いて似たような状況でも違う判定になったりと不透明さを明らかにした。グループステージのポルトガルvsイラン戦ではハンドでポルトガルにPKが与えられたにも関わらず、ナイジェリアvsアルゼンチンでのロホのハンドがナイジェリアのPKにならなかったりしたこともあった。一方で「似たような状況」でもあらゆる状況はそれぞれルール上のテクニカルな面で異なっており、こうした批判は安易という反論もある。
他の批判点としてはVARの現実的な有効性で、ナショナル・ポストScott Stinsonは「VARは他のビデオシステムのように人間のミスを訂正できず審判の判断が必要なため、代わりに論争を生むだけだとしている。透明性の欠如は論点であり、VARによって何が検討されているかがチームには知るすべがないことである。実際にはVARシステムを利用している最中や判定の後に主審が選手に説明することもあるが、選手がVARシステムの最中に何を検討しているかを聞く権利は規定されておらず、審判にも説明する義務はない。ルール上はチームには知るすべがなく、判定を待つのみである。また音声のみでVARとの交信をしている最中に抗議することは妨害にもなる」と意見を述べている。
グループステージ後の記者会見でFIFA審判委員会委員長のピエールルイジ・コッリーナはVARと主審との会話音声による決定プロセスを公開した。「ラグビーやクリケットのように一般に向け公開できるか？」と聞かれたことに対しては「まだ早いかもしれない」と回答した。
他の批判はVARはゲームを長くしてしまうのではないかという恐れだったが、VARの平均所要時間が80秒ということでこれには当たらなかった。
インデペンデント紙のJonathan Liewは、この状況をクリケットでのデシジョンレビューシステムの導入と同じく起きた変化であると綴った。
大会後にFIFA副事務総長であるズボニミール・ボバンは大会を振り返り「フットボールとそのルールが幅広く議論になったのは素晴らしいことだが、競技規則とVARについての完全な理解があって初めてその議論に信頼性が生まれる」とコメントしている。実際にすでにブンデスリーガでVAR制度を1シーズン導入していたドイツでは多くのメディアがワールドカップ2018でのVARシステムの円滑な運用を高く評価し「ドイツも見習うべき」との論調だった。

## ビデオ・アシスタント・レフェリー制度のルール
2018年3月3日のIFAB年次総会によって可決されたVARハンドブック（プロコトル、原則、運用法、必要要件などを記したガイドライン）、競技規則（2018-2019）による。

### プロトコルと原則
- VAR制度の目的は全ての判定に100%の精確性を実現する事ではない。それは試合の流れとフットボールの感情を破壊することで、最小限の介入で最大限の効果がVAR制度の哲学である。
- VAR制度を使用する大会はオフラインテストやトレーニングによって審判団やVAR、AVAR、リプレイ・オペレーターが十分に教育されたとIFABに認められなければならない。VAR制度を機能させるために「レビューを行う判断の正確さ」「レビューの数とそれにかかる時間を最小限に抑えること」「レビューが試合の流れと感情に与える影響を最小限に抑えること」の3つが特に重要視される。
- VARsは試合映像に自主的にアクセスできる審判員で、審判団（match officials）に含まれ、その助言はピッチ上の副審と同じように扱われる。リアルタイムでのVARの円滑な状況確認を助けるためにアシスタント・ビデオ・アシスタント・レフェリー（AVAR）を置くことができる（VARsはVARとAVARの「ビデオ審判員（Video Match Officials）」全体を指す。VARを複数人置くことも可能だが、その場合も実際はVAR2がAVARの役割を負うのが一般的）。
- VARは数ヶ月間の必要な訓練を受けたトップレベルの主審または元主審が務めなければならない。VARに対するそれ以上の条件要求は各大会の判断に委ねられる。
- VARsは専用設備の整ったビデオ・オペレーション・ルーム（VOR）から審判団のヘッドセット・コミュニケーション・システムに加わる。主審からのチェックとレビューの要請に即座に応じることができ、VARからもオン・オフ・ボタンによって主審へ連絡することができる。VORはスタジアムの中か側、またはマッチセンターに置くことができる。
- 審判員は疑いを持って重大な判定を行うべきでは無いため、得点など重大なシーンで「本当の疑い」を持つなら、審判員はプレーを流してVARのチェック・レビューに任せることが推奨される。また、非常に例外的ケースを除き、主審はイエローカードかレッドカードかを提示する前にVARと相談することはできない。
- VARテクノロジーの不調や、VARを含む誤審、対象ケースを映像で見返さないとの判断があったとしても、試合には影響されない。
- ビデオ・レビュー映像をスタジアムのスクリーンに映すことは各大会の判断に委ねられる。

### ビデオ・レビューのプロセス
- OFRにおいて主審が見るビデオ素材はVARが提供するが、主審は別アングルなど自分から要求できる。
- 透明性を確保するため、OFRは可能な限り周囲から見える位置で行わなければならない。
- 映像判定の際、スローモーション映像は接触があったかどうか、ボールが手に当たったか、接触した位置やボールの位置の確認にのみ使うことができ、接触の程度、ボールに当たった手が意図的かどうかの判定には通常スピードの映像を用いなければならない。
- 選手やチームスタッフは主審を取り囲んでOFRを行う判断、レビューの過程、最終判定に影響を与えようとしてはならない。レビュー・サインを過度に使用した選手は警告（イエローカード）を受ける。チームオフィシャルも同様の行為に対して警告を受ける。
- ペナルティキック（PK戦を含む）においてもVARは「ゴールに関わる明確な競技規則の違反」（キックの不正、GKがゴールラインから離れたなど）があった場合には主審に連絡しなければならない。選手のペナルティエリア内への侵入に関しては、プレーが継続された場合に侵入した攻撃側の選手がゴールを決めたか、侵入した守備側の選手がゴール可能な状況を防いだかなど、直接的関与があった場合にレビューを行うことができる。
- 通常リスタートされた場合にその前のプレーでの判定を修正することはできないが、選手誤認の修正のほか「乱暴な行為、非常に攻撃的な、侮辱的なまたは下品な発言や身振り」のケースに対しての直接レッドカードは、レビューで明らかな場合にリスタート後も修正することができる。

## ビデオ・アシスタント・レフェリー制度への批判や課題など

### 明確な誤審の基準
- IFABの第2回ワークショップで「常に鍵になる疑問点は『主審の判定の何が明確なミスか』ということ」と強調されたとおり、VARの運用には「VARによる明確な誤審の判断基準」が大きなポイントになる。2016年のクラブ・ワールドカップでのテストでOFRが実施されたことを受け、IFABのテクニカル・ディレクター David Ellerayは「我々は世界中の選手や監督から主審が最終決定権を持ち続けて欲しいという明確なメッセージを受け取っており、だからこそ審判が直接映像を見に行く選択肢は常にある」と説明している[48]。
- 「明らかな誤審」の定義が曖昧なため、VARが「明確で一目瞭然な誤審」と判断しなかったグレー・エリアの判定を主審が確認する目的でも使用されている現状がある。2017年6月にIFABのテクニカル・ディレクター、David Ellerayもテストの現状について「明確な誤審だけに集中していない」と理想的な状況ではないことを認めており、特に2017-2018シーズンにトップリーグ全試合でのテストが始まったドイツとイタリアでは介入の多さに多くの批判が起きている。
- ドイツの元トップ主審マルクス・メルクはブンデスリーガでのテスト序盤（2017年9月末）に「怖れていたことだがVARの存在が主審の振る舞いを変えている。ビデオ・アシスタントがいるからと主審たちが笛を吹くのを控えているように感じる。それが人間だ。主審が、自分がピッチの第一かつ唯一の裁判官だという態度をとり続けることが重要」と審判団への心理的影響の大きさを指摘している[49]。一方で主審が確信を持てないシーンでの笛を避ける傾向により、結果的に純粋なプレー時間が増えるというデータもある[50][51]。

### 問題点
- 主審がオフサイドの笛を吹いた後でVARが誤審と判断してもすでにプレーが止まっているため判定には影響できない。
- IFABの運用プロトコルではペナルティキック判定でVARは助言ができるが、コーナーキックやフリーキック判定ではできないため、間接的な誤審からゴールが生まれる可能性も依然として残る。
- リアルタイムでの運用にはピッチ上の審判団とのコミュニケーション能力、映像スタッフも含めた関係者全員の慣れと経験が必要なため、GLTのように既存のシステムを即導入できるものではなく、運用のための準備とトレーニングを積んでおく必要がある。
- VARが即座に「明確な誤審」と判断しても、プレーが止まるか、ニュートラルな状態になるまでプレーを止めることができないため、一方のゴール前から反対側のゴールまでプレーが進んだり、時間的にも1分近くプレーが行われてからの巻き戻しが行われる場合がある。
- オフサイドの判定が厳密すぎる。画面上でもミリ単位の、現場なら到底肉眼で判断できないようなオフサイドがVARで取られることで得点が取り消しになることがしばしばある。また映像のコマ送りの問題で、選手の位置が微妙にずれた結果実際は出ていないのにオフサイドを取られる可能性も指摘されている。

### 実際に起きた問題
- 2019年3月6日に行われたUEFAチャンピオンズリーグ2018-19決勝トーナメントラウンド16 2ndレグ、PSG対マンチェスター・ユナイテッド戦の後半44分、ユナイテッドMFディエゴ・ダロットが放ったシュートがPSGのDFプレスネル・キンペンベの右腕に当たり枠外へ飛んだシーンでVARが介入。当初の判定から一転してキンペンベのハンドを取り、ユナイテッドにPKが与えられた。これをマーカス・ラッシュフォードか決めたユナイテッドがアウェイゴール差で勝ち抜けを決めた。判定が微妙だったこともあってこの得点がなければ勝ち抜けていたPSGのFWネイマールは自身のInstagramにて判定を批判する投稿を行い、UEFAから3試合の出場停止処分を受けた。
- ドイツ2部シュツットガルトFWマリオ・ゴメスは、2019年12月1日のリーグ第15節ザントハウゼン戦で3度ゴールネットを揺らしたが3度ともVAR介入の結果オフサイドで無効となり「VARのハットトリック」という珍事の被害者となってしまった。試合後ゴメスは「主審に3回とも『3センチ出ていた』と言われた。それは今の技術で本当に確認できているのか？」と疑問を呈し「僕らFWにとっては災いしかない」とVARを批判した。
- スペイン2部SDウエスカFW岡崎慎司は2019-20シーズンリーグ18試合終了時点で4得点挙げているが、得点数より多い6点がVARによる取り消しを受けており、VARがなければ前半戦で2桁得点に達していたと現地紙が指摘している。
- 2020年2月21日に行われたプレミアリーグ第27節チェルシー対トッテナム戦の後半6分、トッテナムMFジオバニ・ロ・チェルソがチェルシーDFセサル・アスピリクエタの右脛を踏みつけるようなチャージがあり、VARが介入したがノーカードの判定となった。しかし試合後にプロフェッショナル・ゲーム・マッチ・オフィシャル・リミテッド（PGMOL）が「レッドカードを出すべきだった」とVAR責任者による人為的ミスを認めた。アスピリクエタは「もちろん人間にミスはあるけど、何度もリプレーを見直しているはずだから、判定は簡単だ」と不満を漏らした。またトッテナム監督のジョゼ・モウリーニョは「他の試合でもミスがあったはずだ」とPGMOLを批判した。
- 2023年5月7日（日）開催のJ1リーグ第12節 アルビレックス新潟対柏レイソル戦（14:00キックオフ・デンカビッグスワンスタジアム）でVAR機材の到着が手配ミスにより間に合わないことが判明し、この試合のみVARを使用しないという例外が発生した[52]。